# Solaro (Francia)
Solaro (in corso U Sulaghju) è un comune francese situato nel dipartimento dell'Alta Corsica nella regione della Corsica.
È il comune più meridionale dell'Alta Corsica.

## Società

### Evoluzione demografica
Abitanti censiti